# Crambe hedgei
Crambe hedgei är en korsblommig växtart som beskrevs av I. Khalilov. Crambe hedgei ingår i släktet krambar, och familjen korsblommiga växter. Inga underarter finns listade i Catalogue of Life.